# پراکندگی کشسان
پراکندگی کشسان، شکلی از پراکندگی ذرات در نظریه پراکندگی، فیزیک هسته‌ای و فیزیک ذرات است. در این فرایند، انرژی جنبشی یک ذره در چارچوب مرجع مرکز جرم پایسته می‌ماند اما جهت انتشار آن در اثر برخورد با ذرات دیگر یا پتانسیل‌ها تغییر می‌کند. علاوه براین، اگرچه انرژی جنبشی ذره در چارچوب مرکز جرم ثابت می‌ماند در چارچوب آزمایشگاه اینگونه نیست. به‌طور کلی، پخش کشسان فرایندی را توصیف می‌کند که انرژی جنبشی کل یک سیستم در آن پایسته می‌ماند.

## پراکندگی کشسان الکترون
وقتی یک ذره آلفا ذره برخوردی باشد و در پتانسیل کولنی اتمها و مولکولها دچار پراش شود، فرایند پراکندگی کشسان را پراکندگی رادرفورد می‌نامند. در بسیاری از تکنیک‌های پراش الکترون مانند پراش الکترون پرانرژی بازتابی (RHEED) پراش الکترون انتقالی (TED) و پراش الکترون گازی (GED) که الکترون‌های برخوردی انرژی کافی دارند (بیش از ۱۰keV)، پراکندگی کشسان الکترون مؤلفه اصلی فرایند پراکندگی می‌شود و شدت پراکندگی نیز به عنوان تابعی از انتقال تکانه بیان می‌شود که به صورت اختلاف میان بردار تکانه الکترون برخوردی و الکترون پراکنده‌شده تعریف می‌شود.